# Kanton Orléans-3
Der Kanton Orléans-3 ist seit 2015 ein französischer Wahlkreis im Arrondissement Orléans, im Département Loiret und in der Region Centre-Val de Loire; sein Hauptort ist Orléans. 

## Gemeinden
Der Kanton besteht aus drei Gemeinden und Gemeindeteilen mit insgesamt 36.194 Einwohnern (Stand: 1. Januar 2022) auf einer Gesamtfläche von 40,33 km²:
| Gemeinde         | Einwohner 1. Januar 2022 | Fläche km² | Dichte Einw./km² | Code INSEE | Postleitzahl |
| ---------------- | ------------------------ | ---------- | ---------------- | ---------- | ------------ |
| Orléans          | 14.987                   | 2,53       | 5.924            | 45234      | 45000, 45100 |
| Ormes            | 4.341                    | 18,15      | 239              | 45235      | 45140        |
| Saran            | 16.866                   | 19,65      | 858              | 45302      | 45770        |
| Kanton Orléans-3 | 36.194                   | 40,33      | 897              | 4515       | –            |

1. ↑   Nur der nördliche Teil der Gemeinde, der Rest verteilt sich auf die Kantone La Ferté-Saint-Aubin, Orléans-1, Orléans-2  und Orléans-4.